# Yang Liu (joueuse de hockey sur gazon)
Pour les articles homonymes, voir Yang.
Yang Liu née le 1er septembre 1998, est une joueuse chinoise de hockey sur gazon.

## Carrière
Elle a fait ses débuts en janvier 2019 à Panzhihua contre le Canada.